# Procambarus acanthophorus
Procambarus acanthophorus är en kräftdjursart som beskrevs av Villalobos 1948. Procambarus acanthophorus ingår i släktet Procambarus och familjen Cambaridae. IUCN kategoriserar arten globalt som livskraftig. Inga underarter finns listade i Catalogue of Life.